# Tramway Fourvière - Loyasse
 (juillet 2023).

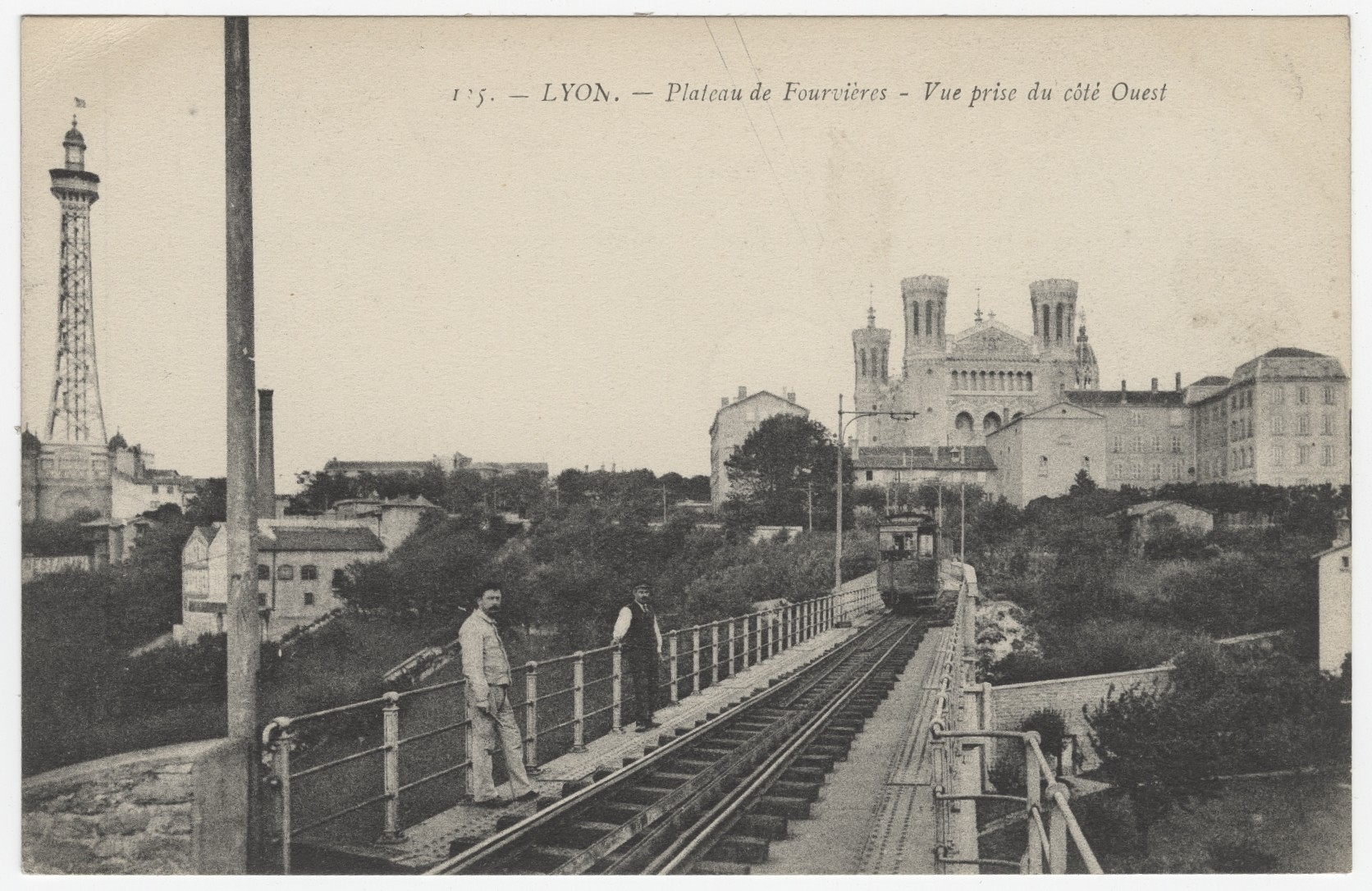
Le tramway passant sur le Viaduc de la Sarra.

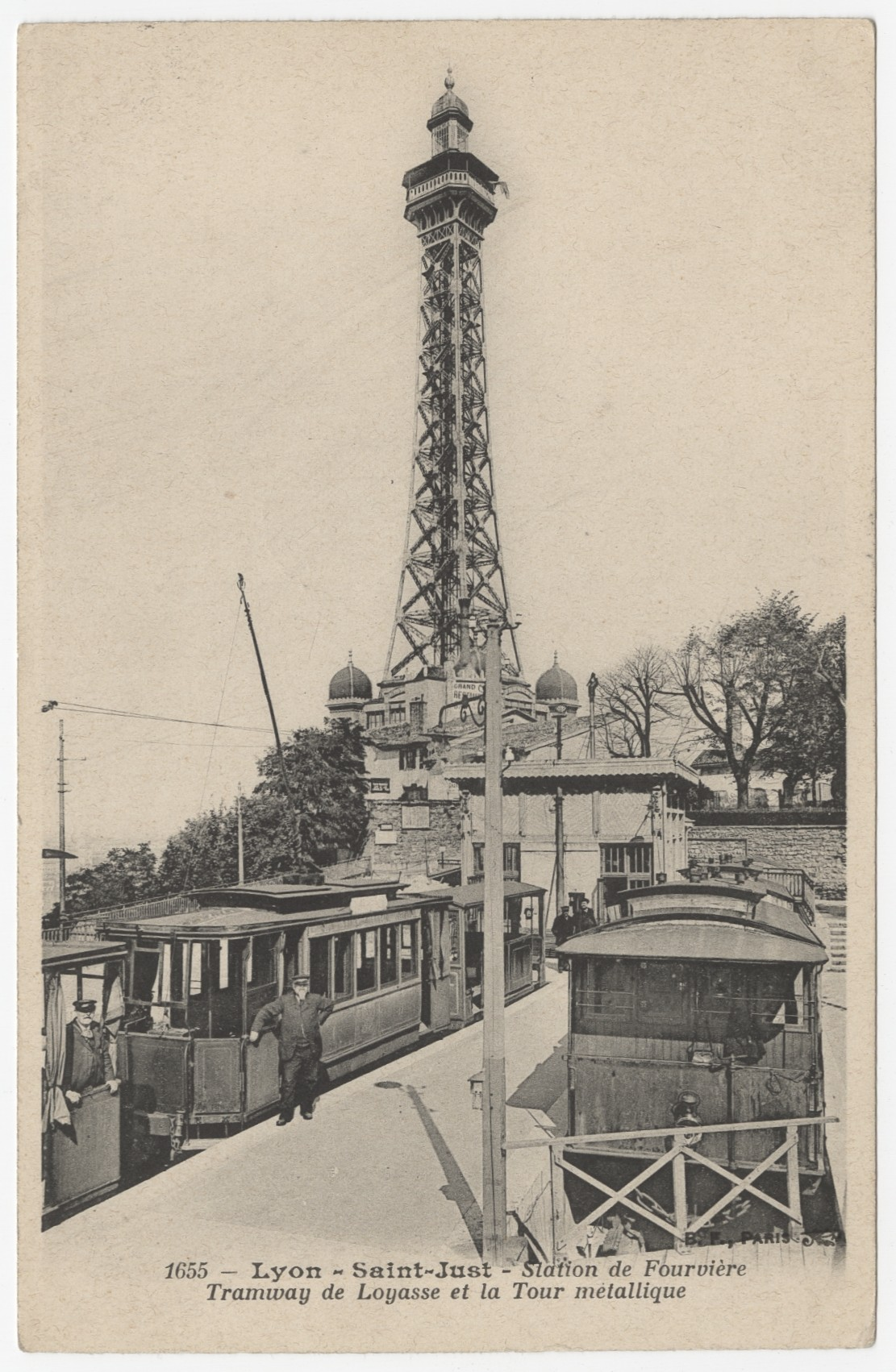
Le tramway à gauche pour Loyasse et le funiculaire à droite pour Saint-Paul

Le tramway Fourvière - Loyasse est un ancien tramway de Lyon dont la ligne reliait Fourvière au Cimetière de Loyasse. Il était en correspondance avec le  funiculaire Saint-Paul - Fourvière. 
Le tramway ferme le 18 septembre 1939 par manque de rentabilité, mais circule encore jusqu'en 1942, lors des fêtes de la Toussaint.

## Histoire
En 1893, monsieur Cornillon dépose une demande de concession pour la construction d'un funiculaire entre la gare de Lyon-Saint-Paul et Fourvière, ainsi que d'un tramway en correspondance entre Fourvière et le cimetière de Loyasse ; cette concession est accordée le 19 mai 1896 par la ville de de Lyon pour une durée de 70 ans. La déclaration d'utilité publique intervient le 14 décembre de la même année. Le 3 janvier 1897,  la Compagnie de Saint Paul à Fourvière et Loyasse (SPFL) se substitue à M. Cornillon comme concessionnaire.
Le tramway est inauguré le 31 octobre 1900 ; la ligne est prolongée le 31 mai 1901 entre la Sarra et l'entrée du cimetière de Loyasse. Après des rachats successifs, entre 1901 et 1908, l'exploitation est reprise  par la compagnie des omnibus et tramways de Lyon (OTL). Le 23 décembre 1910, la concession est prolongée jusqu'au 21 août 1984.
En 1915, 1920, puis de 1923 à 1925, le service est interrompu. Le 30 décembre 1928 un avenant prévoit le prolongement de la ligne de tramway de Loyasse jusqu'à la place de Trion mais le projet n'est pas réalisé.
L'exploitation est définitivement interrompue le 18 septembre 1939, sauf services occasionnels pour la Toussaint des années 1939, 1940 et 1942. Le déclassement devient effectif le 5 mai 1950 et les voies et équipements sont déposés entre 1951 et 1954.